# Roman Forest
Roman Forest è un centro abitato degli Stati Uniti d'America situato nella contea di Montgomery dello Stato del Texas.
La popolazione era di 1.538 persone al censimento del 2010.

## Geografia fisica
Roman Forest è situata a 30°10′40″N 95°09′22″W (30.177744, -95.156209). Secondo lo United States Census Bureau, l'area totale è di 3,9 km².

## Società

### Evoluzione demografica
Secondo il censimento del 2000, c'erano 1.279 persone, 420 nuclei familiari e 385 famiglie residenti nella città. La densità di popolazione era di 864,6 persone per miglio quadrato (333,7/km²). C'erano 432 unità abitative a una densità media di 292,0 per miglio quadrato (112,7/km²). La composizione etnica della città era formata dal 93,67% di bianchi, l'1,88% di afroamericani, lo 0,86% di nativi americani, l'1,49% di asiatici, lo 0,08% di isolani del Pacifico, lo 0,94% di altre razze, e l'1,09% di due o più etnie. Ispanici o latinos di qualunque razza erano il 4,77% della popolazione.
C'erano 420 nuclei familiari di cui il 44,8% aveva figli di età inferiore ai 18 anni, l'85,7% aveva coppie sposate conviventi, il 4,0% aveva un capofamiglia femmina senza marito, e l'8,3% erano non-famiglie. Il 6,9% di tutti i nuclei familiari erano individuali e il 3,1% aveva componenti con un'età di 65 anni o più che vivevano da soli. Il numero di componenti medio di un nucleo familiare era di 3,02 e quello di una famiglia era di 3,15.
In the City the population era spread out with il 29,2% di persone sotto i 18 anni, il 4,9% di persone dai 18 ai 24 anni, il 27,0% di persone dai 25 ai 44 anni, il 31,4% di persone dai 45 ai 64 anni, e il 7,5% di persone di 65 anni o più. L'età media era di 39 anni. Per ogni 100 femmine c'erano 97,1 maschi. Per ogni 100 femmine dai 18 anni in giù, c'erano 97,0 maschi.
Il reddito medio di un nucleo familiare era di 67.679 dollari e quello di una famiglia era di 70.313 dollari. I maschi avevano un reddito medio di 50.250 dollari contro i 32.361 dollari delle femmine. Il reddito pro capite era di 25.243 dollari. Circa il 3,3% delle famiglie e il 5,5% della popolazione erano sotto la soglia di povertà, incluso l'8,1% di persone sotto i 18 anni e il 6,5% di persone di 65 anni o più.

## Istruzione
Roman Forest è servita dal New Caney Independent School District e dal North Harris Montgomery Community College District.